# سعید بن تیمور
سعید بن تیمور (۱۳ اوت ۱۹۱۰ – ۱۹ اکتبر ۱۹۷۲)، سیزدهمین سلطان عمان بود. سلطنت وی در ۱۰ فوریه ۱۹۳۲ با کناره‌گیری تیمور بن فیصل آغاز شد و در ۲۳ ژوئیه ۱۹۷۰ از سوی پسرش قابوس بن سعید در جریان یک کودتای آرام و بدون خونریزی، برکنار شد. دوران حکومت وی استبدادی‌ترین و مرتجع‌ترین حکومت در جهان معاصر بود.

## زندگی
سعید بن تیمور بوسعیدی در ۱۹۰۶ زاده شد. وی سیزدهمین فرد در زنجیره مستقیم سلاطین خاندان آل بوسعید است. او مراحل تعلیم خود در مسقط آغاز نمود، و سپس در بغداد و هند ادامه داد، و در سال ۱۹۳۲ میلادی برجای پدرش بر مسند حکم نشست. مدت ۳۸ سال در حکمرانی عمان گذرانید. در دوران سلطنت وی، نخستین تجارت و کشتیرانی بین عمان و بریتانیا و پیمان دوستی بین هند و عمان امضا شد. همچنین جزیره حلانیات از تصرف بریتانیا به عمان برگردانده شد.

## وضعیت عمان در زمان وی
به عقیده وی تجددطلبی، مناسب مردم عمان نبود.
وی با مظاهر تمدن جدید مخالف بود.
تنها بیمارستان عمان به وسیله مبلغان مسیحی کلیسای آمریکا اداره می‌شد. تا سال ۱۹۷۰ هفتاد و پنج درصد کودکان فوت می‌کردند. تراخم، بیماری‌های آمیزشی و سوءتغذیه، گسترش پیدا کرده بود. فقط سه مدرسه و ۱۰ کیلومتر جاده آسفالت در کشور وجود داشت. هیچ محصلی حق نداشت از کلاس ششم بالاتر برود. کودکان و دختران از هرگونه تعلیم و تربیت محروم بودند و در مجموع ۵ درصد از کل جمعیت قادر به خواندن و نوشتن بودند.
در سال ۱۹۶۵ استان ظفار با حمایت چین و دولت‌های ملی‌گرای عرب دست به شورش زد. که پس از آن در سال ۱۹۶۶ وی مورد سوءقصد واقع شد. این قضایا تأثیر زیادی بر وی گذاشت و باعث شد که در ادارهٔ کشور هرچه بیشتر دمدمی مزاج شود. پس از آن در رژیم او کشیدن سیگار در ملأعام، فوتبال و والیبال، پوشیدن کفش و شلوار، عینک به چشم گذاشتن، برق، ورود دارو، غذا خوردن در ملأعام و صحبت کردن بیش از پانزده دقیقه قدغن بود. هیچ‌کس از پارانویای سلطان در امان نبود. حتی پسرش قابوس که در کاخ سلطان در صلاله تحت حبس خانگی بود.